# أبو الخير الميداني
أبو الخير الميداني (1875- 1961 م) هو عالم سوري حنفي المذهب. كان الرئيس المؤسس لرابطة علماء سوريا.

أبو الخير الميداني في شبابه

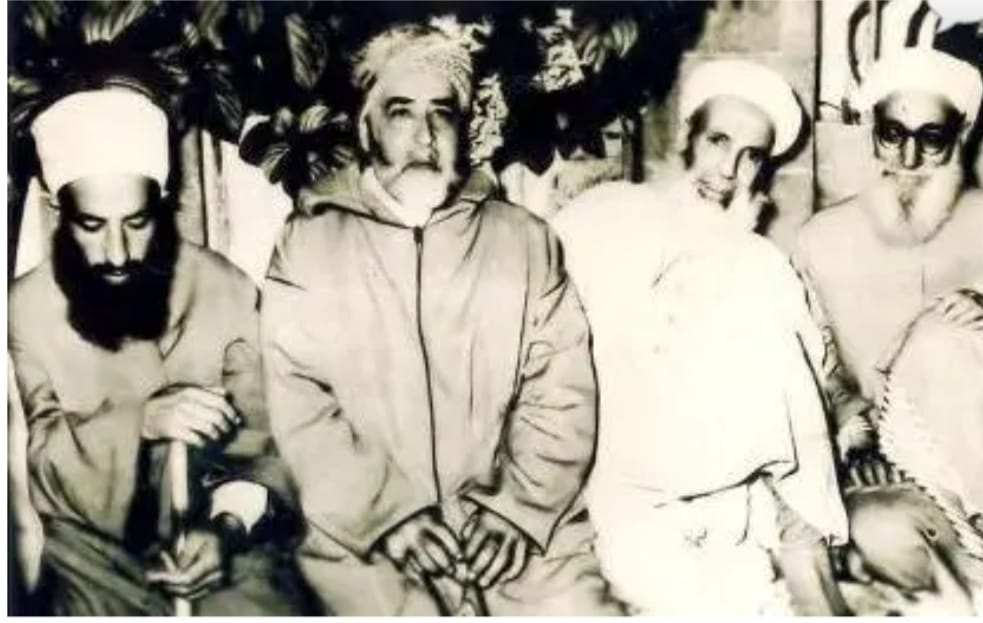
من اليمين: أبو الخير الميداني، إبراهيم الغلاييني، محمد المكي الكتاني، عبد العزيز عيون السُود، عام 1948.

## ولادته ونشأته
وُلد الشيخ محمد بن محمد بن حسين بن بكري، المشهور بأبي الخير المَيداني، في حي المَيدان بدمشق عام 1875، ثم انتقل مع أسرته إلى حي العُقَيبة. درس في المدرسة الرشدية، ثم في مدرسة مكتب عنبر، قبل أن ينتقل إلى إسطنبول مستهدفًا الالتحاق بالمدرسة الحربية، لكنَّه عاد إلى دمشق لاستكمال بعض أوراقه، وعند عودته التقى الشيخَ سليم المسوتي فأشار عليه بالتحوُّل لدراسة العلوم الشرعية، فلزم دروسه في جامع التوبة.

## حياته العلمية
جلس للتدريس في جامع التوبة بدمشق، وعُرف بحُسن تعليمه وخطابته. وله رحلاتٌ إلى إسطنبول وحمص وحماة وحلب وبيروت وطرابلس والقدس وبغداد ومصر والحجاز. وأسهم مع محمد المكي الكتاني بإنشاء رابطة علماء سوريا في عام 1954، وانتُخب رئيسًا لها حتى عام 1960، وكان من أبرز أعضائها: حسن حبنكة الميداني، ومحمد صالح الفرفور، وأحمد كفتارو، وأبو اليسر عابدين، وأحمد مظهر العظمة أمين سر الرابطة، وحسين خطاب نائب أمين السر، ومحمود الرنكوسي، ومحمد بهجة البيطار. اصطدم مع الحكومة السورية في منتصف الخمسينيَّات؛ لتعرُّضها لعلي الطنطاوي بسبب انتقاده إقامةَ حفل راقص في قصر العظم.

## شيوخه
من أبرز شيوخه الشيخ سليم المسوتي الذي لازمه ملازمةً تامة وقرأ عليه في الحديث والفقه الحنفي، وأجازه عامة. ومن شدَّة ملازمته إياه قال له الشيخ سليم: "لم يبقَ عندي شيءٌ إلا صار في صدرك". والشيخ عيسى الكردي الذي لازمه وأخذ عنه الطريقة النقشبندية وزوَّجه ابنته.ومن شيوخه أيضًا: محمود العطار، ومحمد أمين سويد، ومحمد عطا الله الكسم، وبكري العطار، ومحمد القطب، وعبد الحكيم الأفغاني.

## تلاميذه
من أخصِّ تلاميذه محمود الرنكوسي، الذي لزمه ملازمةً طويلة، وكذلك أحمد كفتارو، وعلي الطنطاوي، وبكري الطرابيشي، ومحمد ياسين الفاداني، ومحمد رياض المالح، ومحمد مطيع الحافظ. ومنهم أيضًا حُسني بن شريف الطيان (الشهير بالعطار).

## وفاته
توفي أبو الخير الميداني في داره بحي العُقَيبة بدمشق في 17 رمضان 1380هـ الموافق 4 مارس (آذار) 1961م، عن عمر ناهز 86 عامًا، وصلَّى عليه إمامًا تلميذه محمود الرنكوسي في الجامع الأموي.